# Union deutscher sozialistischer Organisationen in Großbritannien
Die Union deutscher sozialistischer Organisationen in Großbritannien war der Zusammenschluss von deutschen sozialistisch oder sozialdemokratisch orientierten Exilorganisationen während des Zweiten Weltkrieges.

## Geschichte und Positionen
Ein erster Versuch einer engeren Zusammenarbeit zwischen den sozialistischen Exilorganisationen war 1938 gescheitert. Erst am 19. März 1941 kam es zur Gründung der Union. Mitglieder waren die Sopade (die Exilorganisation der SPD), die SAP (Sozialistische Arbeiterpartei), der ISK (Internationaler Sozialistischer Kampfbund) und die Widerstandsgruppe Neu Beginnen. Hinzu kam ein Vertreter der Gewerkschaften.
Politische Erklärungen wurden wenn möglich gemeinsam abgefasst. Allerdings behielten die Einzelgruppen ein Vetorecht. Ziel war der gemeinsame Kampf gegen das Hitlerregime bei Wahrung der Unabhängigkeit der einzelnen Organisationen. Eine organisatorische Vereinigung der Exilgruppen wurde wegen der noch immer recht unterschiedlichen Positionen nicht vereinbart. Darüber wollten die Exilanten später die Sozialisten in Deutschland entscheiden lassen. Die Union sollte nicht zuletzt zum Ansprechpartner für andere Exilorganisationen, Gewerkschaften, die Behörden und die Labour Party dienen. Allerdings blieb diese teilweise in Distanz zur neuen Union. Hinzu kam eine Reihe von inneren Konflikten. Dennoch waren die Jahre von Bedeutung. Hier wurden zentrale Linien der sozialdemokratischen Nachkriegsentwicklung vorgeprägt. Dazu gehört zum einen das Bestreben, die Spaltungen der Weimarer Jahre zu überwinden. Zum anderen begannen die sozialistischen Organisationen eine Reihe von früheren Positionen zu relativieren.
Vorsitzender des Exekutivkomitees wurde Hans Vogel, der Vorsitzende der SOPADE. Zu den verschiedenen politischen Themenfeldern haben zwei Programmkommissionen Konzepte entwickelt. Erich Ollenhauer (SOPADE) leitete zusammen mit Wilhelm Heidorn (ISK) die politische Kommission. Erwin Schoettle (SOPADE, Neu Beginnen) und ein anderes Mitglied leiteten eine Organisationskommission. Beide zusammen bildeten eine wichtige Basis für die Neuorganisation der SPD in den westlichen Besatzungszonen. Weitere maßgebliche Mitglieder der Union waren Willi Eichler (ISK), Gerhard Gleißberg (SOPADE), Richard Löwenthal (Neu Beginnen), Waldemar von Knoeringen (SOPADE, Neu Beginnen), der Gewerkschafter Hans Gottfurcht und der spätere Oberbürgermeister von Braunschweig, Otto Bennemann.
Inhaltlich begann eine Zurückdrängung des Marxismus zu Gunsten weltanschaulicher Pluralität und die Abwendung von der Vorstellung einer Partei der Arbeiterklasse hin zum Konzept der Volkspartei. Hinzu kam auch eine klare Absage an eine enge Zusammenarbeit mit der KPD.
Nach dem Ende des nationalsozialistischen Regimes verlor das Bündnis seine Daseinsberechtigung. Ein Großteil der Mitglieder kehrte aus dem Exil nach Deutschland zurück. Die Arbeit der Union wurde seither von Wilhelm Sander geleitet. Die Exilgruppen von SOPADE, Neu Beginnen, SAP und ISK lösten sich am 2. Dezember 1945 auf und schlossen sich am 15. Dezember 1945 in der „Vereinigung deutscher Sozialdemokraten in Großbritannien“ zusammen. Am 8. Dezember 1945 kam es zur Gründung der Londonvertretung der SPD. Drei Wochen später, am 29. Dezember 1945 kam es zu den ersten Wahlen in der „Vereinigung“.